# Herrn Pastor sien Kauh
Herrn Pastor sien Kauh (auch: Herr Pastor sien Koh, van Herrn Pastor siene Koh, Pastor sin Kau, Kennt ji all dat nigge Laid) ist ein plattdeutsches Volkslied, das auch als Rundgesang gesungen wird. Das Spottlied handelt vom Tod einer Kuh, die einem Pastor gehörte: Zu Ostern war sie noch gesund und munter, aber zu Pfingsten lag sie plötzlich und unerwartet tot im Stall. Wie im Wege einer Notschlachtung wird dann der Körper der Kuh verteilt. Diese Verteilung zugunsten der Bewohner eines Dorfes wird heiter, auch traurig oder schalkhaft und spöttisch im Stil einer joking relationship besungen.

## Historische Quellen
In seiner literaturwissenschaftlichen Untersuchung des Volksliedes Herrn Pastor sien Kauh nennt Karl Wehrhan als älteste Quelle den römischen Autor Titus Petronius, der in dem Fragment Das Gastmahl des Trimalchio ein Schwein beschreibt, das in einem Testament seinen Körper verteilt. Dieses Schweinetestament lässt sich sodann vom Altertum über das Mittelalter bis in die Neuzeit hinein in der Literatur nachweisen. Und – wie ein Gegenstück – verfasste Francesco Novati das Testament eines Esels, das auch in weiteren Quellen zu finden ist.

## Zur Melodie
Das Glockenspiel des Schweriner Rathauses hat den Anfang der Melodie übernommen.

## Neue Vertonung
Es existiert ein sechsstimmiger Chorsatz von Fritz Bultmann aus dem Jahr 2012.

## Beispiele von Strophen

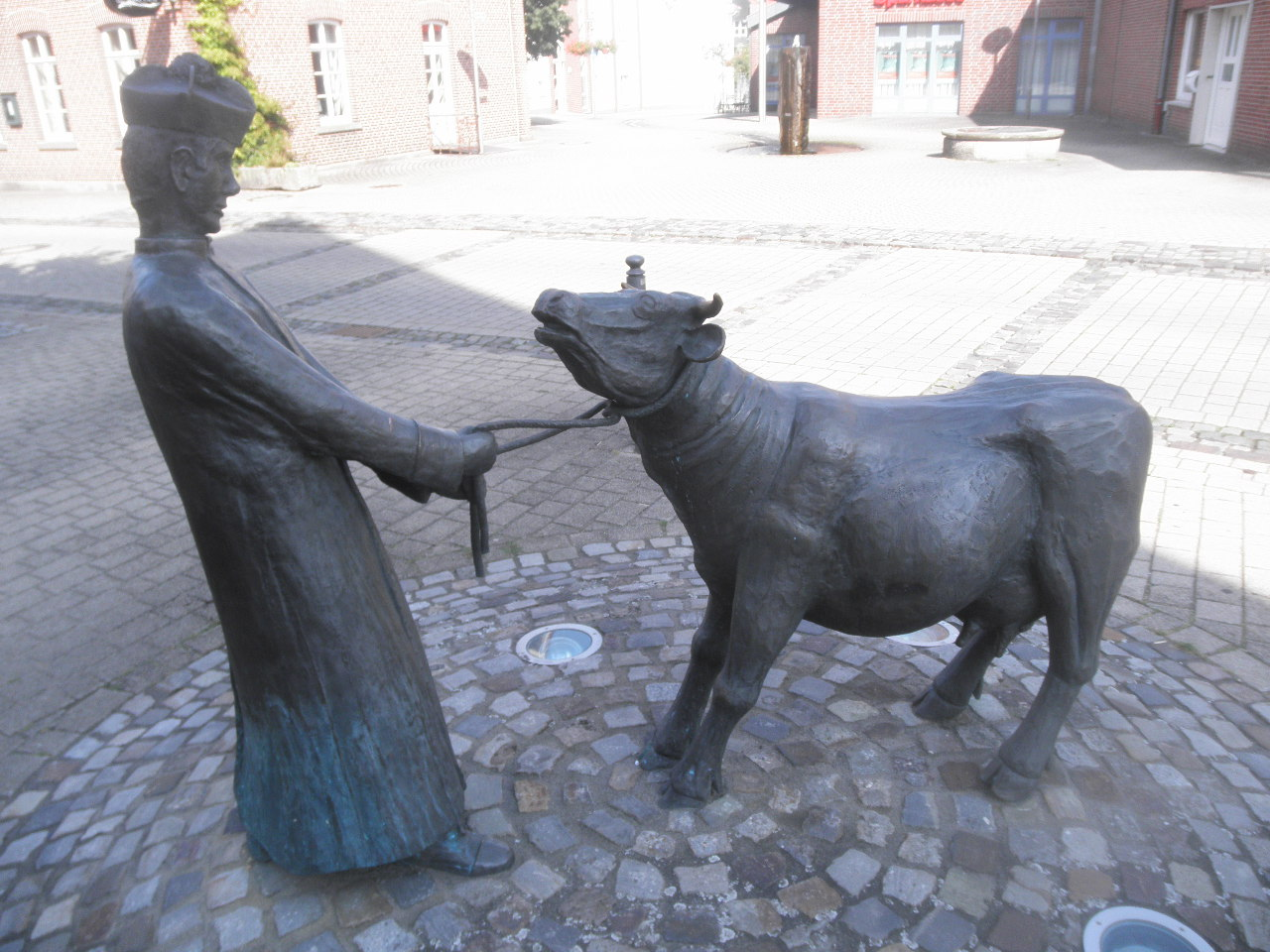
Bronzeskulptur Pastor sine Koh in Emsbüren

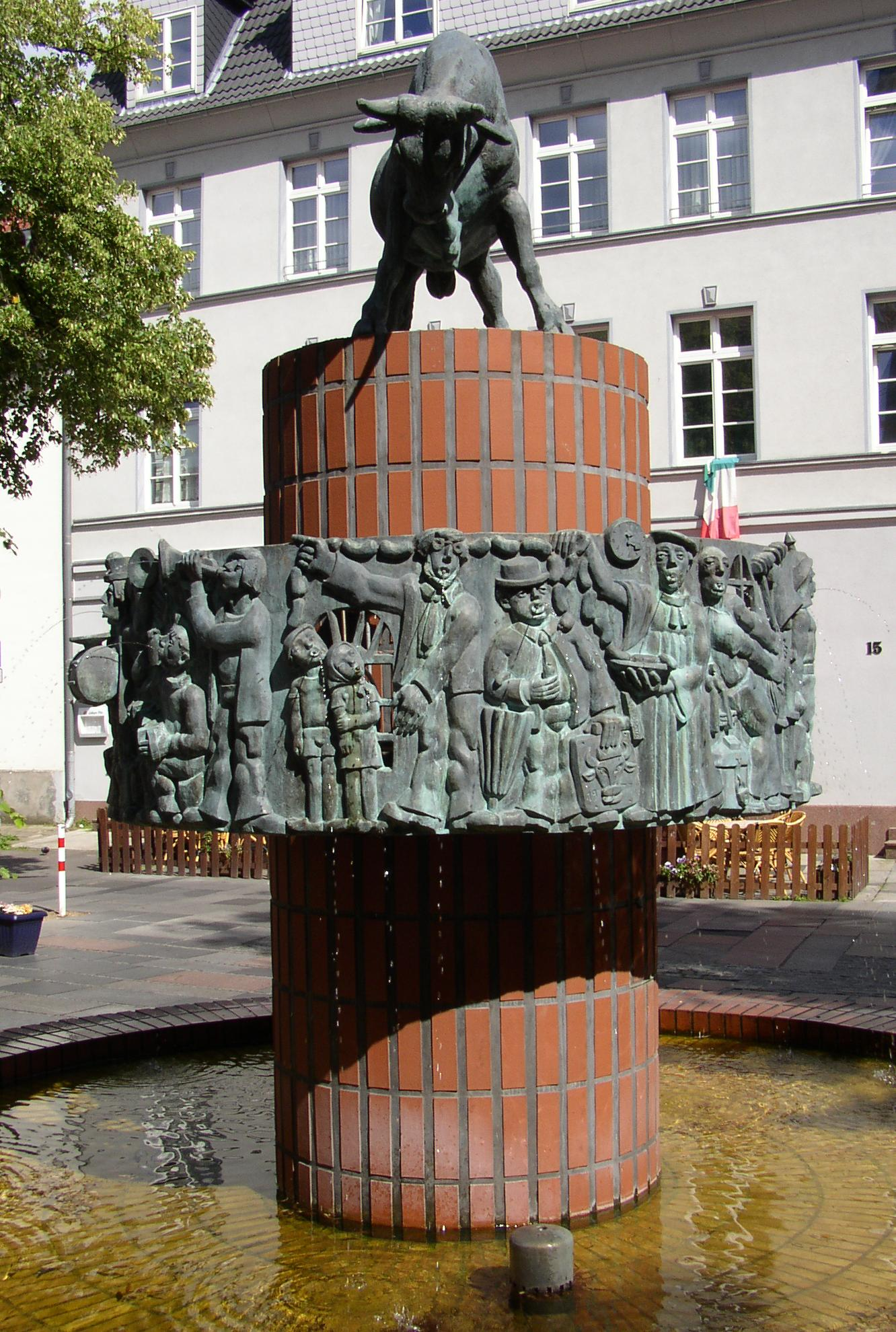
Brunnen Herrn Pastorn sin Kauh auf dem Schlachtermarkt in Schwerin

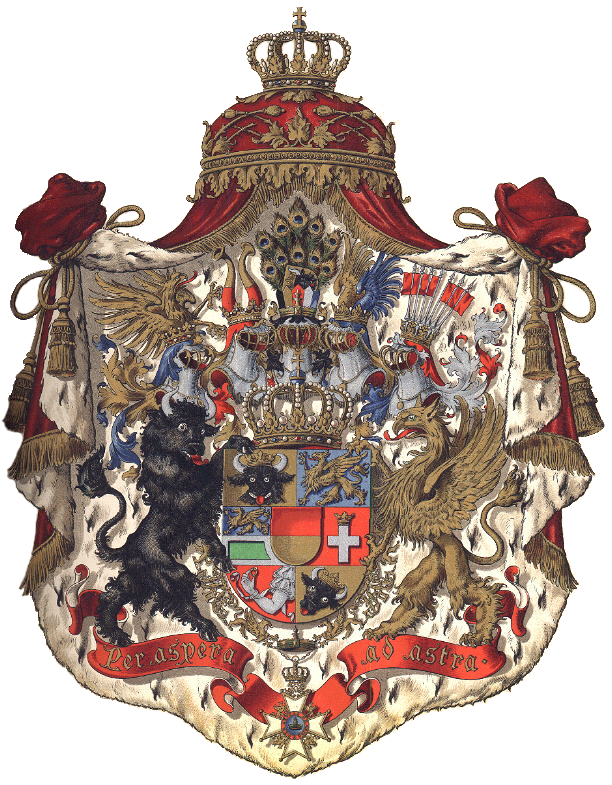
Das Wappen des früheren Herzogtums Mecklenburg-Schwerin …

… und das des heutigen Bundeslandes Mecklenburg-Vorpommern

Dem Lied werden mehr als hundert Strophen nachgesagt, einige beispielhafte folgen. Es gibt auch zahlreiche Textvarianten.
1. Kennt ji all dat nige Leed, nige Leed, nige Leed,
Wat dat ganze Dörp all weet, von Herrn Pastor sien Kauh?
(Stets wiederholter Refrain:)
Sing man tau, sing man tau,
von Herrn Pastor sien Kauh, jau, jau.
Sing man tau, sing man tau, von Herrn Pastor sien Kauh!
2. Ostern weer se dick un drall, dick un drall, dick un drall,
Pingsten leeg se dod in’n Stall, den Herrn Pastor sien Kauh!
3. As se weer in Stücken sneeden, Stücken sneeden, Stücken sneeden,
het dat ganze Dörp wat kreegen, von Herrn Pastor sien Kauh!
4. Un de Köster Dümelang, Dümelang, Dümelang
kreeg den Stert as Klockenstrang, von Herrn Pastor sien Kauh!
5. Un de ole Neihkatrin, Neihkatrin, Neihkatrin
kreeg den Kopp as Neihmaschin vun Herrn Pastor sien Kauh!
6. Ond de Jongfer Edeltraud, Edeltraud, Edeltraud,
 kreeg een nieget Jongfernhaut, vun Herrn Pastor sien Kauh!
7. De malle Moler Seidelbast, Seidelbast, Seidelbast
kreeg ’n niegen Molerquast, vun Herrn Pastor sien Kauh!
8. Un de ole Dörpkapell, Dörpkapell, Dörpkapell
kreeg en nieget Trummelfell, von Herrn Pastor sien Kauh!
9. Un uns niege Füerwehr, Füerwehr, Füerwehr
kreeg en Pott voll Wagensmeer, von Herrn Pastor sien Kauh!
10. Un de ole Inglisch-Miss, Inglisch-Miss, Inglisch-Miss,
kreeg een nieget Teihngebiss, von Herrn Pastor sien Kauh!
11. Trina pett mit ehre Hacken, ehre Hacken, ehre Hacken
in een groten Dunnerkacken, vun Herrn Pastor sien Kauh!
12. Sleswig-Holsteen meerumslungen, meerumslungen, meerumslungen,
hannelt nu mit Ossentungen, vun Herrn Pastor sien Kauh!
13. De Mekelnbörger leits nich slapen, leits nich slapen, leits nich slapen,
se sett den Kopp in’t Lanneswappen, vun Herrn Pastor sien Kauh! [siehe Abb.]
14. Inne Slacht vun Waterloo, Waterloo, Waterloo
fing Napolium eenen Floh, vun Herrn Pastor sien Kauh!
15. De Seel de steigt in heven tau, heven tau, heven tau ,
s wör joa ne Pastornkau, uns Herrn Pastor sien Kauh!
16. (Abschlussstrophe)
Doch dat Leed, dat is ers half, is ers half, is ers half,
denn in’n Stall dor steiht een Kalf, vun Herrn Pastor sien Kauh!
17. (altern. Abschlussstrophe)
Un wer dat Leed nich wieterkann, wieterkann, wieterkann,
der fängt nu tau flaaten an, vun Herrn Pastor sien Kauh! (Refrain nur gepfiffen)

### Monografien
- K. Wehrhan: Das niederdeutsche Volkslied „van Herrn Pastor siene Koh“ nach seiner Entwicklung, Verbreitung, Form und Singweise. Verlag von Otto Lenz, Leipzig 1922.
- Adolf Lange: Die merk-würdige Geschichte von Pastor siene Koh. Warendorf o. J. (um 1974).
- Wilhelm Fangmeyer: Dat Lied van Pastor siene Kouh. St. Michael 1982.
- Peter Eggers: Dat Leed vun de Herr Pastor sien Koh. Dithmarscher Pressedienst, Heide 1982, ISBN 978-388089-002-2.
- Frank Schmitz: Das plattdeutsche Lied „van Pastor siene Koh“. Ist es tatsächlich in Emsbüren entstanden? Eine Spurensuche. Lingen (Ems) 2007.
- Hartmut Cyriaks, Peter Nissen: Herrn Pastor sien Koh. Illustrationen von Amrei Fiedler. Schünemann, Bremen 2012, ISBN 978-3-7961-1002-3.

### Texte
- Niu lustert mol! Plattdeutsche Erzählungen und Anekdoten im Paderborner Dialekt. Aus dem Leben gegriffen und niedergeschrieben von einem Sohne der rothen Erde. Nebst einer Zugabe von plattdeutschen Gedichten. Schulze'sche Buchhandlung, Celle 1870, S. 135f. (paderbornisch) (GB)
- Paul Orlamünder: Volksmund und Volkshumor. Beiträge zur Volkskunde. Schünemann, Bremen 1908, S. 243ff. (hannöversch)  (GB-US)
- Dat Leid von 'n Herrn Pastor siene Koh. In: Lieder des Deutschen Abends. Halle an der Saale 1910, S. 26ff.
- Heike Müns (Hrsg.): Ein paar hundert ausgewählte alte und neue Strophen von Herrn Pasturn sien Kauh. Illustrationen von Werner Schinko. Hinstorff, Rostock 2001.